# Sabanejewia caucasica
Sabanejewia caucasica is een straalvinnige vissensoort uit de familie van de modderkruipers (Cobitidae). De wetenschappelijke naam van de soort is voor het eerst geldig gepubliceerd in 1906 door Berg.